# MIRC
mIRC este un client Internet Relay Chat (IRC) pentru Microsoft Windows, creat în 1995 și dezvoltat de Khaled Mardam-Bey. Deși este un utilitar de chat complet funcțional, limbajul său de scripting integrat îl face mult mai extensibil și versatil.
mIRC a fost descris ca "unul din cei mai populari clienți IRC disponibili pe Windows." El a fost descărcat de peste 38 de milioane de ori din serviciul lui CNET Download.com. În 2003, Nielsen/NetRatings a clasat mIRC-ul în top 10 cele mai populare aplicații din Internet.

## Istorie
Khaled Mardam-Bey afirma că el a decis să creeze mIRC-ul deoarece el a simțit primul IRC client pentru Windows lipsit de unele caracteristici de bază ale unui IRC. Apoi el a continuat dezvoltarea lui datorită provocării și faptului că oamenii au apreciat munca sa.  mIRC este shareware și necesită plată pentru înregistrarea după exprirarea celor 30 de zile a perioadei de evaluare.
Dezvoltatorul afirma că versiunea 5.91 este ultima care suportă Windows pe 16-bit; 6.35 este ultima care suportă Windows 95, NT 4.0, 98, și ME. Versiunea actuală suportă Windows 2000 și mai noi.

## Caracteristici principale
mIRC are o serie de caracteristici distinctive. Una este limbajul de scripting, care este dezvoltat în continuare cu fiecare versiune. Limbajul de scripting poate fi folosit pentru a face modificări minore aduse programului, cum ar fi comenzi (alias-uri), dar poate fi de asemenea utilizat pentru a modifica complet comportamentul și aspectul de mIRC. O altă caracteristică importantă este abilitatea de partajare a fișierelor prin mIRC, via protocolul DCC, datorită serverului de fișiere integrat.
mIRC 7.1, lansat pe 30 iulie 2010, este acum o aplicație Unicode și suportă IPv6.

## mIRC scripting
Abilitățile și comportamentul mIRC-ului pot fi modificate și extinse cu ajutorul limbajului de scripting încorporat în mIRC. mIRC include propriul editor GUI de scripting, cu documentație de ajutor, care a fost descris ca fiind "extrem de detaliat".
Scripting-ul mIRC nu este limitat doar la evenimente și comenzi IRC. El de asemenea suportă obiecte COM, apelarea DLL-urilor, socket-urilor și casete de dialog, printre multe alte lucruri. Aceasta permite clientului să fie utilizat într-o varietate de moduri înafară de chat, de exemplu ca un IRC bot, un media player, un parser web HTML sau pentru alte scopuri de divertisment, cum ar fi jocuri de mIRC.
Având în vedere nivelul de acces al limbajului către computerul utilizatorului, de exemplu, posibilitatea de a redenumi și șterge fișiere, au fost făcute o serie de script-uri abuzive. Un exemplu de abuz a fost că executarea identificatorului $decode, care decodează un anumit șir codificat. Problema a fost raportat în august 2001, iar cinci luni mai târziu, utilizatorii încă mai raportau că continuă să cadă pradă, păcăliți executau comenzi pe sistemele lor, care duce la "predarea controlului mIRC-ului lor, altcuiva". Aceasta a condus la faptul că în versiunea 6.17 de mIRC să fie făcută următoarea schimbare: conform autorului, de acum $decode este implicit dezactivat, și diverse alte caracteristici care pot fi considerate periculoase sunt acum blocabile.